# Zoundwéogo
O Zoundwéogo é uma província de Burkina Faso localizada na região Centro-Sul. Sua capital é a cidade de Manga.

## Departamentos

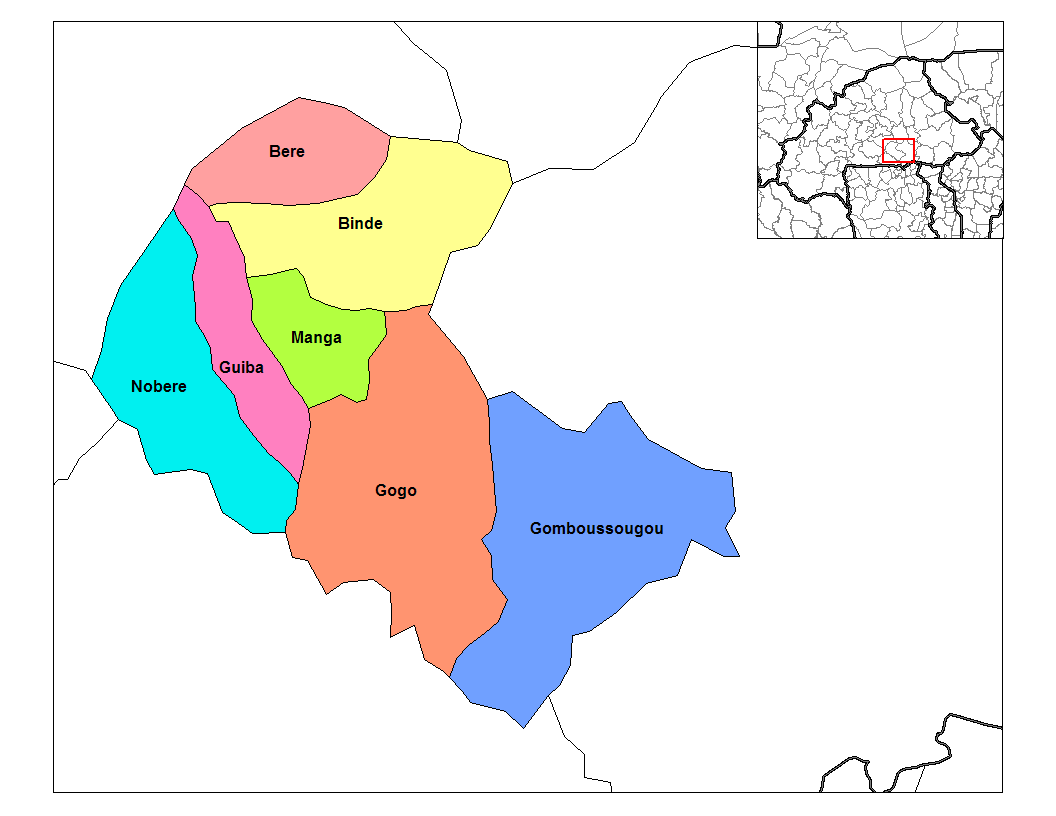
Localização dos diversos departamentos da província do Zoundwéogo, Burkina Faso

A província do Zoundwéogo está dividida em sete departamentos:
- Béré
- Bindé
- Gogo
- Gombousougou
- Guiba
- Manga
- Nobéré